# Italian Video Game Awards
A Italian Video Game Awards, outrora Drago d'oro promovida pela AESVI (Associazione Editori Sviluppatori Videogiochi Italiani), é o prêmio italiano da indústria de jogo eletrônicos. Inspirada pelas renomadas premiações internacionais como The Game Awards e  BAFTA Video Games Awards, a premiação visa honrar os melhores jogos eletrônicos lançados no país no ano anterior. Ele também é conhecido como o Oscar italiano dos jogos eletrônicos.
A premiação possui 19 categorias abertas ao mercado mundial, e 4 categorias exclusivas para jogos desenvolvidos na Itália chamado de Drago d'Oro Italiano. Os prêmios são decididos por um  juri especializado liderado por Luca Tremolada do jornal Il Sole 24 ore.
Em 2018 o nome da premiação para "Italian Video Game Awards" mas mantendo o nome do prêmio em si como "Drago d'oro".

## Cerimônias e vencedores

### 2017
A cerimônia foi sediada no distrito de Guido Reni durante o Festival Let’s Play. Fumito Ueda abriu a cerimônia e foi homenageado tendo um reconhecimento especial por sua carreira.
| Categoria                      | Indicados | Desenvolvedor | Vencedor                   | Ref    |
| ------------------------------ | --- | --- | -------------------------- | ------ |
| Jogo do Ano                    | Dark Souls III Dishonored 2 DOOM Final Fantasy XV Forza Horizon 3 INSIDE Overwatch The Last Guardian Titanfall 2 Uncharted 4: A Thief's End | Bandai Namco Entertainment Bethesda Softworks Square Enix Microsoft Studios Playdead Blizzard Entertainment SIE Japan Studio Electronic Arts Naughty Dog | Final Fantasy XV           | [ 12 ] |
| Melhor App                     | Carbon Warfare Clash Royale Deus Ex Go Pokémon Go Super Mario Run | Virtuos Super Cell Square Enix Niantic, Inc. Nintendo | Pokémon Go                 | [ 13 ] |
| Melhor Trilha Sonora           | Abzû DOOM Final Fantasy XV No Man’s Sky The Last Guardian | 505 Games Bethesda Softworks Square Enix Hello Games SIE Japan Studio | The Last Guardian          | [ 14 ] |
| Melhor Jogabilidade            | Dark Souls III DOOM Overwatch Titanfall 2 Uncharted 4: A Thief's End | Bandai Namco Entertainment Bethesda Softworks Blizzard Entertainment Electronic Arts Naughty Dog | Overwatch                  | [ 15 ] |
| Melhor Gráfico                 | Battlefield 1 Final Fantasy XV Forza Horizon 3 Tom Clancy's The Division Uncharted 4: A Thief's End | Electronic Arts Square Enix Microsoft Studios Ubisoft Naughty Dog | Uncharted 4: A Thief's End | [ 16 ] |
| Melhor Personagem              | Bastion (Overwatch) Lincoln Clay (Mafia III) Nathan Drake (Uncharted 4: A Thief's End) Trico (The Last Guardian) Emily Kaldwin (Dishonored 2) | Blizzard Entertainment 2K Games Naughty Dog SIE Japan Studio Bethesda Softworks | Trico (The Last Guardian)  | [ 12 ] |
| Melhor Roteiro                 | Firewatch Inside Mafia III Uncharted 4: A Thief's End Virginia | Campo Santo Playdead 2K Games Naughty Dog 505 Games | Firewatch                  | [ 13 ] |
| Melhor Jogo de Ação e Aventura | Dishonored 2 Hitman The Last Guardian Uncharted 4: A Thief's End Watch Dogs 2 | Bethesda Softworks Square Enix SIE Japan Studio Naughty Dog Ubisoft | Uncharted 4: A Thief's End | [ 14 ] |
| Melhor Jogo de Corrida         | F1 2016 Forza Horizon 3 Redout TrackMania Turbo Valentino Rossi The Game | Codemasters Microsoft Studios 34BigThings Ubisoft Milestone S.r.l. | Forza Horizon 3            | [ 15 ] |
| Melhor Jogo de RPG             | Dark Souls III Deus Ex: Mankind Divided Final Fantasy XV The Witcher 3: Wild Hunt – Blood and Wine World of Warcraft: Legion | Bandai Namco Entertainment Square Enix CD Projekt RED Blizzard Entertainment | Dark Souls III             | [ 16 ] |
| Melhor Jogo de Estratégia      | Civilization VI Fire Emblem Fates The Banner Saga 2 Total War: Warhammer XCOM 2 | 2K Games Nintendo Versus Evil SEGA 2K Games | Civilization VI            | [ 12 ] |
| Melhor Jogo Indie              | Abzû Firewatch INSIDE That Dragon, Cancer The Witness | 505 Games Campo Santo Playdead Numinous Games Thekla Inc. | INSIDE                     | [ 13 ] |
| Melhor Jogo de Família         | Dragon Quest Builders Just Dance 2017 LEGO Dimensions Pokémon Go Skylanders Imaginators | Square Enix Ubisoft Traveller's Tales Niantic, Inc. Activision | LEGO Dimensions            | [ 14 ] |
| Melhor Plataforma              | INSIDE Owlboy Ratchet & Clank Super Mario Run Unravel | Playdead D-Pad Studio Insomniac Games Nintendo Electronic Arts | Super Mario Run            | [ 15 ] |
| Melhor Shooter                 | Battlefield 1 DOOM Overwatch Titanfall 2 Tom Clancy's The Division | Electronic Arts Bethesda Softworks Blizzard Entertainment Electronic Arts Ubisoft | Titanfall 2                | [ 16 ] |
| Melhor Jogo Esportivo          | FIFA 17 NBA 2K17 Pro Evolution Soccer 2017 RIGS Mechanized Combat League Steep | Electronic Arts 2K Games Konami Guerrilla Cambridge Ubisoft | NBA 2K17                   | [ 17 ] |
| Melhor Jogo Inovador           | Batman: Arkham VR INSIDE Pokémon Go Superhot The Witness | Rocksteady Studios Playdead Niantic, Inc. SUPERHOT Team Thekla Inc. | Batman: Arkham VR          | [ 17 ] |
| Prêmio Especial do Público     | Battlefield 1 Call of Duty: Infinite Warfare Dark Souls III Far Cry Primal FIFA 17 Final Fantasy XV Football Manager 2017 Gears of War 4 Just Dance 2017 LEGO Dimensions LEGO Marvel’s Avangers Mafia III NBA 2K17 Overwatch Pokémon Moon Pokémon Sun Pokkén Tournament Pro Evolution Soccer 2017 Ratchet & Clank Stranger of Sword City Tom Clancy's The Division Uncharted 4: A Thief's End Valentino Rossi The Game Watch Dogs 2 YoKai Watch | Electronic Arts Activision Bandai Namco Entertainment Ubisoft Electronic Arts Square Enix SEGA Microsoft Studios Ubisoft Traveller's Tales 2K Games Blizzard Nintendo Bandai Namco Entertainment Konami Insomniac Games Nis America Ubisoft Naughty Dog Milestone Ubisoft Level-5 | Uncharted 4: A Thief's End | [ 17 ] |
| Jogo Mais Vendido              | FIFA 17 | Electronic Arts | FIFA 17                    | [ 18 ] |

### Drago d'Oro Italiano 2017
| Categoria                   | Vencedor                  | Ref    |
| --------------------------- | ------------------------- | ------ |
| Melhor Jogo Italiano        | Redout                    | [ 19 ] |
| Melhor Realização Técnica   | Valentino Rossi: The Game | [ 19 ] |
| Melhor Design de Jogo       | Little Briar Rose         | [ 19 ] |
| Melhor Realização Artística | The Town of Light         | [ 19 ] |